# Sam Shepard
Samuel Shepard Rogers III (n. 5 noiembrie 1943, Fort Sheridan⁠(d), Comitatul Lake, Illinois, Illinois, SUA – d. 27 iulie 2017, Midway⁠(d), Kentucky, SUA) a fost un actor, autor, dramaturg, scenarist și regizor de film american cu o carieră de peste 50 de ani.
A primit de zece ori Premiul Obie pentru scenariu și regie, mai multe decât a primit oricare alt scriitor sau regizor. A scris 58 de piese de teatru, precum și mai multe cărți de povestiri, eseuri și memorii. Shepard a primit Premiul Pulitzer pentru dramă în 1979 pentru piesa sa Copilul îngropat (Buried Child) și a fost nominalizat la Premiul Oscar pentru cel mai bun actor în rol secundar pentru interpretarea pilotului Chuck Yeager în filmul din 1983 Cursa spațială (The Right Stuff). A primit premiul PEN/Laura Pels ca maestru dramaturg american în 2009. Revista New York l-a descris pe Shepard drept „cel mai mare dramaturg american al generației sale.

## Lucrări scrise

### Piese de teatru
- 1964: Cowboys
- 1964: The Rock Garden
- 1965: Chicago
- 1965: Icarus's Mother
- 1965: 4-H Club
- 1966: Red Cross
- 1966: Fourteen Hundred Thousand
- 1967: La Turista
- 1967: Cowboys #2
- 1967: Forensic & the Navigators
- 1969: The Unseen Hand
- 1969: Oh! Calcutta! (a contribuit cu schițe)
- 1970: The Holy Ghostly
- 1970: Operation Sidewinder
- 1970: Shaved Splits
- 1971: Mad Dog Blues
- 1971: Back Bog Beast Bait
- 1971: Cowboy Mouth (cu Patti Smith)
- 1972: The Tooth of Crime
- 1974: Geography of a Horse Dreamer
- 1975: Killer's Head
- 1975: Action
- 1976: Angel City
- 1976: Suicide in B Flat
- 1977: Inacoma
- 1978: Curse of the Starving Class
- 1978: Buried Child - ro.: Copilul îngropat
- 1978: Tongues (cu Joseph Chaikin)
- 1979: Seduced: a Play in Two Acts
- 1980: True West - ro.: True West
- 1981: Savage/Love (cu Joseph Chaikin)
- 1983: Fool for Love - ro.: Nebun din dragoste
- 1985: A Lie of the Mind
- 1987: A Short Life of Trouble
- 1987: The War in Heaven
- 1991: States of Shock
- 1993: Simpatico
- 1996: Tooth of Crime (Second Dance)
- 1998: Eyes for Consuela
- 2000: The Late Henry Moss
- 2004: The Notebook
- 2004: The God of Hell - ro.: Pluto[17]
- 2007: Kicking a Dead Horse
- 2009: Ages of the Moon - ro.: Vârstele lunii[18]
- 2011: Blackthorn
- 2012: Heartless
- 2014: A Particle of Dread (Oedipus Variations)

### Colecții
- 1973: Hawk Moon, Black Sparrow Press; ISBN: 0-933826-23-0
- 1983: Motel Chronicles, City Lights; ISBN: 0-87286-143-0
- 1984: Seven Plays, Dial Press, 368 pagini; ISBN: 0-553-34611-3
- 1984: Fool for Love and Other Plays, Bantam Books, 320 pagini; ISBN: 0-553-34590-7
- 1996: The Unseen Hand: and Other Plays, Vintage Books, 400 pagini; ISBN: 0-679-76789-4
- 1996: Cruising Paradise, Vintage Books, 255 pagini; ISBN: 0-679-74217-4
- 2003: Great Dream of Heaven, Vintage Books, 160 pagini; ISBN: 0-375-70452-3
- 2004: Rolling Thunder Logbook, Da Capo Press, 176 pagini (retipărire); ISBN: 0-306-81371-8
- 2004: Day Out of Days: Stories, Knopf, 304 pagini; ISBN: 978-0-307-26540-1
- 2013: Two Prospectors: The Letters of Sam Shepard and Johnny Dark, University of Texas Press, 400 pagini; ISBN: 978-0-292-76196-4

### Romane
- 2017: The One Inside, Knopf, 172 pagini; ISBN: 978-0-451-49458-0
- 2017: Spy of the First Person, Knopf, 96 pagini (publicat postum); ISBN: 978-0-525-52156-3

## Filmografie

### Filme de cinema
| An   | Titlu                                                       | Rol ca actor        | Note            |
| ---- | ----------------------------------------------------------- | ------------------- | --------------- |
| 1970 | Brand X                                                     | Necunoscut          |                 |
| 1978 | Renaldo and Clara                                           | Rodeo               | Și scenarist    |
| 1978 | Days of Heaven                                              | The Farmer          |                 |
| 1980 | Resurrection                                                | Cal Carpenter       |                 |
| 1981 | Raggedy Man                                                 | Bailey              |                 |
| 1982 | Frances                                                     | Harry York          |                 |
| 1983 | The Right Stuff                                             | Chuck Yeager        |                 |
| 1984 | Country                                                     | Gilbert "Gil" Ivy   |                 |
| 1985 | Fool for Love                                               | Eddie               | Și scenarist    |
| 1986 | Crimes of the Heart                                         | Doc Porter          |                 |
| 1987 | Baby Boom                                                   | Jeff Cooper         |                 |
| 1989 | Steel Magnolias                                             | Spud Jones          |                 |
| 1990 | Bright Angel                                                | Jack                |                 |
| 1991 | Voyager                                                     | Walter Faber        | Și narator      |
| 1991 | Defenseless                                                 | Detectiv Beutel     |                 |
| 1992 | Thunderheart                                                | Frank Coutelle      |                 |
| 1993 | The Pelican Brief                                           | Thomas Callahan     |                 |
| 1994 | Safe Passage                                                | Patrick Singer      |                 |
| 1995 | The Good Old Boys                                           | Snort Yarnell       |                 |
| 1997 | The Only Thrill                                             | Reece McHenry       |                 |
| 1998 | Curtain Call                                                | Will Dodge          |                 |
| 1999 | Snow Falling on Cedars                                      | Arthur Chambers     |                 |
| 2000 | Hamlet                                                      | Ghost               |                 |
| 2000 | All the Pretty Horses                                       | J.C. Franklin       |                 |
| 2001 | The Pledge                                                  | Eric Pollack        |                 |
| 2001 | Swordfish                                                   | James Reisman       |                 |
| 2001 | Black Hawk Down                                             | William F. Garrison |                 |
| 2002 | Leo                                                         | Vic                 |                 |
| 2003 | Blind Horizon                                               | Șerif Jack Kolb     |                 |
| 2004 | The Notebook                                                | Frank Calhoun       |                 |
| 2005 | Don't Come Knocking                                         | Howard Spence       | Și scenarist    |
| 2005 | Stealth                                                     | George Cummings     |                 |
| 2006 | Bandidas                                                    | Bill Buck           |                 |
| 2006 | Walker Payne                                                | Syrus               |                 |
| 2006 | The Return                                                  | Ed Mills            |                 |
| 2006 | Charlotte's Web                                             | Narator             | Voce            |
| 2007 | The Assassination of Jesse James by the Coward Robert Ford  | Frank James         |                 |
| 2008 | The Accidental Husband                                      | Wilder Lloyd        |                 |
| 2008 | Felon                                                       | Gordon Camrose      |                 |
| 2009 | Brothers                                                    | Hank Cahill         |                 |
| 2010 | Fair Game                                                   | Sam Plame           |                 |
| 2010 | Inhale                                                      | James Harrison      |                 |
| 2011 | Blackthorn                                                  | Butch Cassidy       |                 |
| 2012 | Shepard & Dark                                              | Rolul său           | Documentar      |
| 2012 | Darling Companion                                           | Șerif Morris        |                 |
| 2012 | Safe House                                                  | Harlan Whitford     |                 |
| 2012 | Killing Them Softly                                         | Dillon              |                 |
| 2012 | Mud                                                         | Tom Blankenship     |                 |
| 2013 | Savannah                                                    | Mr. Stubbs          |                 |
| 2013 | August: Osage County                                        | Beverly Weston      |                 |
| 2013 | Out of the Furnace                                          | Gerald "Red" Baze   |                 |
| 2014 | Cold in July                                                | Ben Russell         |                 |
| 2015 | Ithaca                                                      | Willie Grogan       |                 |
| 2016 | Midnight Special                                            | Calvin Meyer        |                 |
| 2016 | In Dubious Battle                                           | Mr. Anderson        |                 |
| 2016 | California Typewriter                                       | Rolul său           | Documentar      |
| 2017 | Never Here                                                  | Paul Stark          |                 |
| 2019 | Rolling Thunder Revue: A Bob Dylan Story by Martin Scorsese | The Writer          | Lansare postumă |

### Filme de televiziune
| An   | Titlu                            | Note                                                        |
| ---- | -------------------------------- | ----------------------------------------------------------- |
| 1974 | ITV Saturday Night Theatre       | Episodul: "Geografia unui visător de cal"                   |
| 1984 | American Playhouse               | Episodul: "True West"                                       |
| 1986 | Den sultende klasses forbannelse | Adaptare norvegiană a piesei Curse of the Starving Class    |
| 1991 | Autèntic oest                    | Adaptare spaniolă a piesei de teatru True West              |
| 1991 | Loucos Por Amor                  | Adaptare portugheză a piesei Nebun din dragoste             |
| 1995 | O Verdadeiro Oeste               | Adaptare portugheză a piesei True West                      |
| 1996 | Pazzo d'amore                    | Adaptare italiană a piesei Fool for Love                    |
| 2002 | True West                        | Adaptare a piesei True West                                 |
| 2004 | See You in My Dreams             | Adaptare după piesele Cruising Paradise și Motel Chronicles |